# クリスタル前奏曲
『クリスタル前奏曲』（クリスタルプレリュード）は、森本里菜による、日本の漫画作品。『りぼん』（集英社）1997年2月号の別冊付録に掲載された。フィギュアスケートを題材にしている読みきり作品で、1998年1月の増刊号に掲載された続編も同じ単行本に収録された。単行本は全1巻、りぼんマスコットコミックスより刊行。

## あらすじ
16歳の市原しのぶは、技術的には未熟で2回転半もろくに飛べないが、3歳から習っているバレエと特技であるパントマイムを用いた表現力の高さが特徴のスケーター。
彼女が通うスケートクラブの責任者は、なんと18歳にして男子の元全日本チャンピオン・三枝陽介の父親で、ある日、練習中の怪我が原因で引退したばかりの息子を呼び出してしのぶと引き合わせ、コーチを頼んだ。しのぶの憧れのスケーターである陽介は、怪我の影響で足が着氷時にかかる負荷に耐えられなくなっている。それを悲嘆し「スケートをやめるくらいなら死んだ方がマシ」とまで思いつめたこともあったが、ジュニア大会への参加資格しか持たないしのぶを鬼コーチとしてしごき、上達させていく。
そして、新年早々に行われた東日本大会で、しのぶは3位入賞し、全日本への切符を手に入れた。その上達ぶりを見て、陽介は自分のコーチングについてきたしのぶを愛しく思い始めていたことに気づき、初めてチャンピオンになったジュニア大会の時に身に着けていたペンダントをお守りとして渡す。
しかし、五輪出場を目指して特訓中のある日、陽介の下にアイスダンスのペアを組んでくれないかというオファーが舞い込んだ。それを了承した陽介は、アメリカペアとしてアイスダンスの練習を始め、しのぶとは遠距離恋愛に。
陽介より厳しい新コーチを迎えたしのぶは、不安に駆られるあまりダンスのレッスンをサボって陽介の様子を見に行くが、ある現場を目撃してパニックを起こし、数日抜け殻のようになってしまう。しかし、幼い後輩が見せたジャンプがきっかけで正気を取り戻し、アメリカに向かう陽介に思いをぶつけるために、成田空港へ。2人は「五輪で同じリンクに立とう」という誓いと共に、キスを交わす。
そして、ソルトレーク・シティオリンピック。フィギュアより先に行われたアイスダンスで陽介のペアは銀メダルを獲得。また、フリーの演技で審査員が仰天するプログラムを演じたしのぶは4位を獲得し、揃ってエキシビションの舞台に立つ。

## 登場人物
市原しのぶ（いちはら しのぶ）
本作の主人公。1月生まれの16歳（続編では17歳）。バレエとパントマイムによる表現力の高さが特徴だが、ジャンプが苦手でジュニアのどの大会に出てもほぼ予選落ち。しかし、その表現力は人を惹きつける力を持つ。
陽介のコーチで技術力を磨いた後に出場した大会では「ストーリーを話せるスケーター」と評価され、初の全日本で3位入賞を果たす。翌年の2度目の全日本では1位を獲得し、無事にオリンピックの切符を手に入れた。オリンピックのフリープログラムでは、幼い後輩が見せたジャンプにヒントを得て、あるメッセージを伝えるためにあえてジャンプを失敗するという演技を行い、4位に入賞した。また、エキシビションの前に陽介と婚約したことを発表する。
三枝陽介（さえぐさ ようすけ）
5月生まれの18歳（続編では20歳）。元全日本チャンピオン。しのぶが通うスケートクラブの責任者である父親も元メダリストというサラブレッドだが、練習中の事故が原因で、引退を余儀なくされる。
父親によってしのぶと引き合わされ、スケートから離れたくない一心でコーチを引き受け、しのぶに技術を叩き込んだ。しのぶが初出場した関東選手権の会場で、女子の現役選手である笠原都子に「コーチしてほしい」と言われるが、これまできつい練習に耐えてきたしのぶを大切に思う気持ちに気づき、断っている。しのぶと初詣に行った際、ジュニア時代に試合で身に着けていたペンダントを、「お守り」としてしのぶに渡す。
全日本で3位入賞し、補欠選手として世界選手権に行ったしのぶを支え、五輪出場を目指して特訓していたが、選手として滑ることに未練を残しており、「アイスダンスのペアを組んでほしい」とやってきたローラ・シャセットの誘いに乗って、しのぶのコーチを降りた。
その後、自分が離れたことでやる気を喪失してしまったしのぶを一旦突き放したが、その想いは変わっておらず、自分はフィギュアとは異なるスケーティングをマスターし、アメリカペアとしてオリンピックのリンクに立つ。
笠原都子（かさはら みやこ）
女子フィギュアの上位常連。ジャンプが売りで、続編ではトリプルアクセルにチャレンジしている。
陽介にコーチを依頼したが断られた。ほぼ無名の状態から全日本3位まで上がってきたしのぶを軽視していたが、翌年の全日本ではしのぶに負け、その実力を認める。
ローラ・シャセット
アメリカ人のアイスダンス選手。20歳。パートナーが31歳という年齢を理由に引退したため、新たなパートナーを探していて、陽介に誘いをかけた。ちなみに、31歳の元パートナーは彼女の夫である。

## 併録作品

### 片想い同盟
『りぼんオリジナル』1998年10月号に掲載。
中学時代、サッカー部のキャプテン・上月のことが好きな坂本麻耶は、友達の愛のことが好きなサッカー部の高間正宏と「片想い同盟」を組み、協力し合っていた。しかし、3年後、高校でクラスメイトになった高間は何故か女たらしになっており、麻耶とは毎度掛け合い漫才のようなやり取りをする関係になっていた。ある日、麻耶は下校中に初恋の相手である上月と再会する。翌日、友人を引き合いに出して高間を諭した麻耶は、「本命が出来た」と高間から「片想い同盟」の再結成を持ちかけられた。
再会してから、放課後に度々喫茶店でデートするようになった麻耶と上月。ある日上月から告白された麻耶は、なんとなく中学時代に上月に振られた時に泣いた河原で座り込んでしまった。その隣にはいつの間にか高間が座っており、お互いの進行状況を報告したところで、麻耶は不意に高間にキスされる。パニックになりながら帰宅した麻耶は、自分の想いが誰に向いているのかを悟り…。

## 書誌情報
- 『クリスタル前奏曲』（1999年2月20日、ISBN 4-08-856127-9）